# Markgraafschap Verona
Het markgraafschap Verona en Aquileia was een groot markgraafschap in het noordoosten van Italië, rond Verona en Aquileia. Het was een land binnen het Heilige Roomse Rijk.

## Historiek
Het markgraafschap werd in 952 gesticht door Otto I kort na zijn kroning tot keizer. In de stichtingsoorkonde wordt de naam mark Verona en Aquileja vermeld. Aquileja was de belangrijkste stad in het markgraafschap.
Het markgraafschap bestond uit alle comitaten of graafschappen van de huidige regio Veneto: Verona, Vicenza, Padua, Treviso, Feltre, Belluno, Céneda en uit de comitaten Friuli en Trente. De graafschappen werden bij de vorming van het markgraafschap losgemaakt van het middeleeuwse koninkrijk Italië (774-962). Dit kwam omdat de keizers van de Ottoonse dynastie zich automatisch koning van Italië noemden. De keizer verleende het nieuwe markgraafschap aan zijn broer hertog Hendrik I van Beieren. Het markgraafschap gelegen buiten Rijks-Italië was daarmee in personele unie met het hertogdom Beieren. Toen in 976 het nieuwe hertogdom Karinthië werd afgesplitst van Beieren, kwam de mark Verona in personele unie met Karinthië terecht.
In 1004 werd het graafschap Trente en in 1027 het graafschap Bolzano door de keizer aan de bisschop van Trente overgedragen. Hierdoor ontstond het prinsbisdom Trente. Eenzelfde afsplitsing gebeurde on kleinere schaal in Brixen (Italiaans Bressanone): het prinsbisdom Brixen werd opgericht. In 1077 werd het graafschap Friuli met Aquileia en ook Istrië afgesplitst. Hierdoor ontstond het kerkelijke vorstendom van de patriarch van Aquileia. Dit maakte in totaal drie prinsbisdommen in het markgraafschap Verona: Trente, Brixen en Aquileia.
In 1136 verleende keizer Lotharius III het markgraafschap aan hertog Hendrik X van Beieren en Saksen, onder de keizers Koenraad II en Frederik I Barbarossa is Herman I van Baden markgraaf. Kort na de Vrede van Konstanz (1183) verleende keizer Frederik I aan markgraaf Obizzo van Este het recht te oordelen in hoger beroep processen in de graafschappen Verona en Padua en de diocesen Cèndeda, Feltre en Belluno. Koning Filips van Zwaben bevestigde dit recht later voor Azzo VI. In 1213 benoemde keizer Frederik II de bisschop van Trente (Frederik van Wangen) tot vicaris voor Lombardije, Toscane, Romania en de mark Verona.
In 1164 vormen de belangrijkste steden van het markgraafschap, onder de leiding van de republiek Venetië, de Veronese Liga die gericht is tegen de keizer. In 1167 sluiten de steden zich aan bij de Lombardische Liga.
De opkomst van de steden leidde tot het territoriale verval van het markgraafschap als entiteit in het Heilig Roomse Rijk. Het begrip komt niet meer in de oorkonden voor. Wel is er sinds 1204 sprake van een mark Treviso. Deze bestond uit Verona, Vincenza, Padua, Treviso, Cèneda, Feltre, Belluno en bovendien Trente, Mantua en Brescia. De residentie was te Padua. 
Na de dood van keizer Frederik II (1250) en het einde van de heerschappij van Ezzelino III da Romano (1259) bestond de mark Treviso als instituut niet meer. De titel markgraaf werd echter tot in de tweede helft van de dertiende eeuw door de familie Este gevoerd. 
Het Heilige Roomse Rijk erkende niet de verovering van het gebied door de republiek Venetië. De Venetianen annexeerden het namelijk progressief, eerst Treviso, dan de stadstaten Vicenza, Verona en Padua. De Venetianen, die geen deel uitmaakten van het Heilige Roomse Rijk, wilden sinds lang hun zeerijk uitbreiden met territoria op het vasteland. En dit ten koste van het Heilige Roomse Rijk. De eretitel 'markgraaf van Verona' werd in 1418 door keizer Sigismund verleend aan Peter van Portugal. In 1445 onderhandelde een Venetiaanse delegatie in Lissabon over de afstand van deze titel.